# Магді Абдельгані
Магді Абдельгані Саєд Ахмед (араб. مجدي عبد الغني; нар. 27 липня 1959, Каїр, Єгипет) — єгипетський футболіст, атакувальний півзахисник.

## Клубна кар'єра
Футбольну кар'єру розпочав в «Аль-Аглі» (Каїр). У 1980 році дебютував у Прем'єр-лізі Єгипту, згодом став основним гравцем команди. У 1981—1982 та 1985—1987 роках вигравав чемпіонат Єгипту, а в 1981 та 1983—1985 роках чотири рази ставав володарем національного кубку. Разом з «Аль-Аглі» виграв Лігу чемпіонів КАФ 1982 року (3:0, 1:1 у фіналі проти «Асанте Котоко») та 1987 року (0:0, 2:0 у фіналі з «Аль-Хіляль» (Омдурман)), а також тричі вигравав Кубок володарів кубків КАФ (1984—1986) та одного разу Афро-Азійський кубок (1988).
Влітку 1988 року перейшов у португальський клуб «Бейра-Мар» з міста Авейру. Протягом чотирьох сезонів виступав у Прімейра-Лізі. Зіграв в еліті португальського футболу 107 матчів, в яких відзначився 17-а голами. У 1992 році повернувся до Єгипту, де грав за «Аль-Масрі» та «Ель-Мокаволун».

## Кар'єра в збірній
У футболці національної збірної Єгипту дебютував 1980 року. У 1990 році головний тренер єгипетської збірної Махмуд Ель-Гохарі викликав Рабі для участі в чемпіонаті світу 1990 року в Італії. На цьому турнірі був основним гравцем та зіграв 3 матчі групового етапу: з Нідерландами (1:1, гол з пенальті на 82-й хвилині), з Ірландією (0:0) та з Англією (0:1). Учасник Олімпійських ігор в Лос-Анджелесі та Кубку африканських націй 1992 року.Разом з єгипетською збірною виграв золоті медалі Всеафриканських ігор 1987 року. У футболці збірної з 1980 по 1992 рік зіграв 123 матчі, в яких відзначився 34-а голами.

## Досягнення

### Командні
«Аль-Аглі»
- Прем'єр-ліга Єгипту
  -  Чемпіон (3): 1984/85, 1985/86, 1986/87

- Кубок Єгипту
  -  Володар (1): 1984/85

- Кубок володарів кубків КАФ
  -  Володар (3): 1984, 1985, 1986

- Кубок африканських чемпіонів
  -  Володар (1): 1987

- Афро-Азійський кубок
  -  Володар (1): 1988

### У збірній
Єгипет
- Кубок африканських націй
  -  Володар (1): 1986